# Église Sainte-Eulalie de Sainte-Eulalie-d'Olt
L'église Sainte-Eulalie de Sainte-Eulalie-d'Olt est une église située à Sainte-Eulalie-d'Olt, en France.
Elle fait l’objet d'une protection au titre des monuments historiques.

## Localisation
L'église est située au cœur du village de Sainte-Eulalie-d'Olt, dans le quart nord-est du département français de l'Aveyron, en région Occitanie.

## Historique
L'église est bâtie au XIe siècle et fortifiée au XIIe siècle.
En 1530, Georges d'Armagnac, évêque de Rodez, trouve l'église trop petite et la fait agrandir. En 1586, lors des guerres de Religion, elle est incendiée par les huguenots.
L'édifice est classé au titre des monuments historiques par arrêté du 10 septembre 1923.

## Architecture
L'édifice est de styles roman languedocien pour le  chœur et la travée de la nef lui attenant, et gothique pour les deux travées orientales de la nef et le portail.
Orientée est-ouest, l'église s'ouvre à l'ouest par un portail du XVIe siècle surmonté d'un tympan creusé d'une niche occupée par la statuette d'une Vierge à l'Enfant. Au-dessus du tympan sont sculptés en bas-relief deux blasons, dont celui, en haut à gauche, du cardinal Georges d'Armagnac, évêque de Rodez à l'époque.
Longue de trois travées, la nef est flanquée de deux collatéraux. Le clocher surplombe la travée la plus proche du chœur. Ce dernier se compose d'un rond-point que contourne un déambulatoire ouvrant sur trois chapelles rayonnantes dans lesquelles se trouvent les tombeaux des prêtres de Sainte Eulalie et des seigneurs de Curières. Percé de meurtrières, un triforium surmonte le déambulatoire,.
Extérieurement, le chevet est renforcé de colonnettes aux chapiteaux sculptés, entre lesquels des modillons soutiennent une corniche sur laquelle repose la toiture.

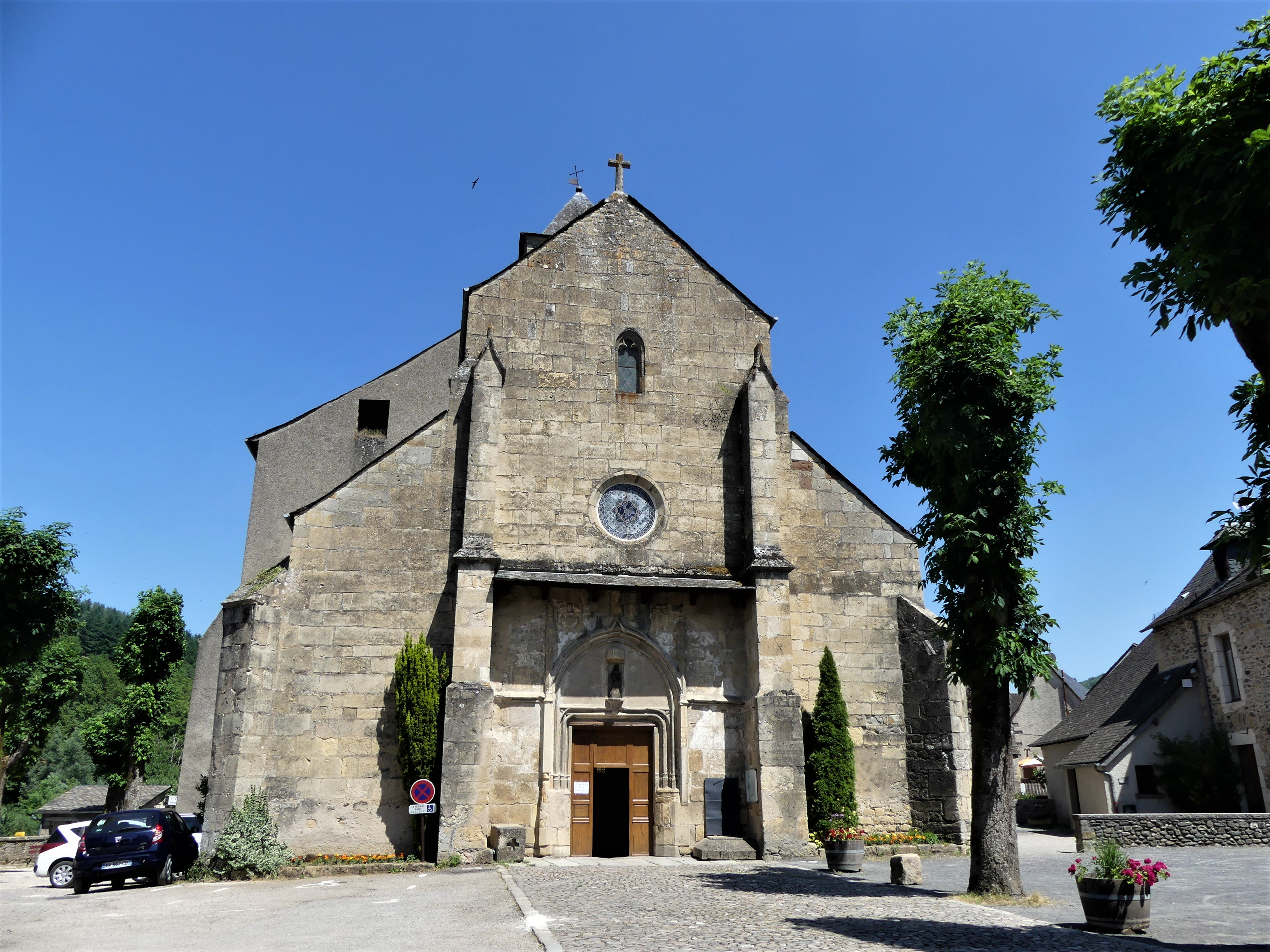
La façade occidentale.
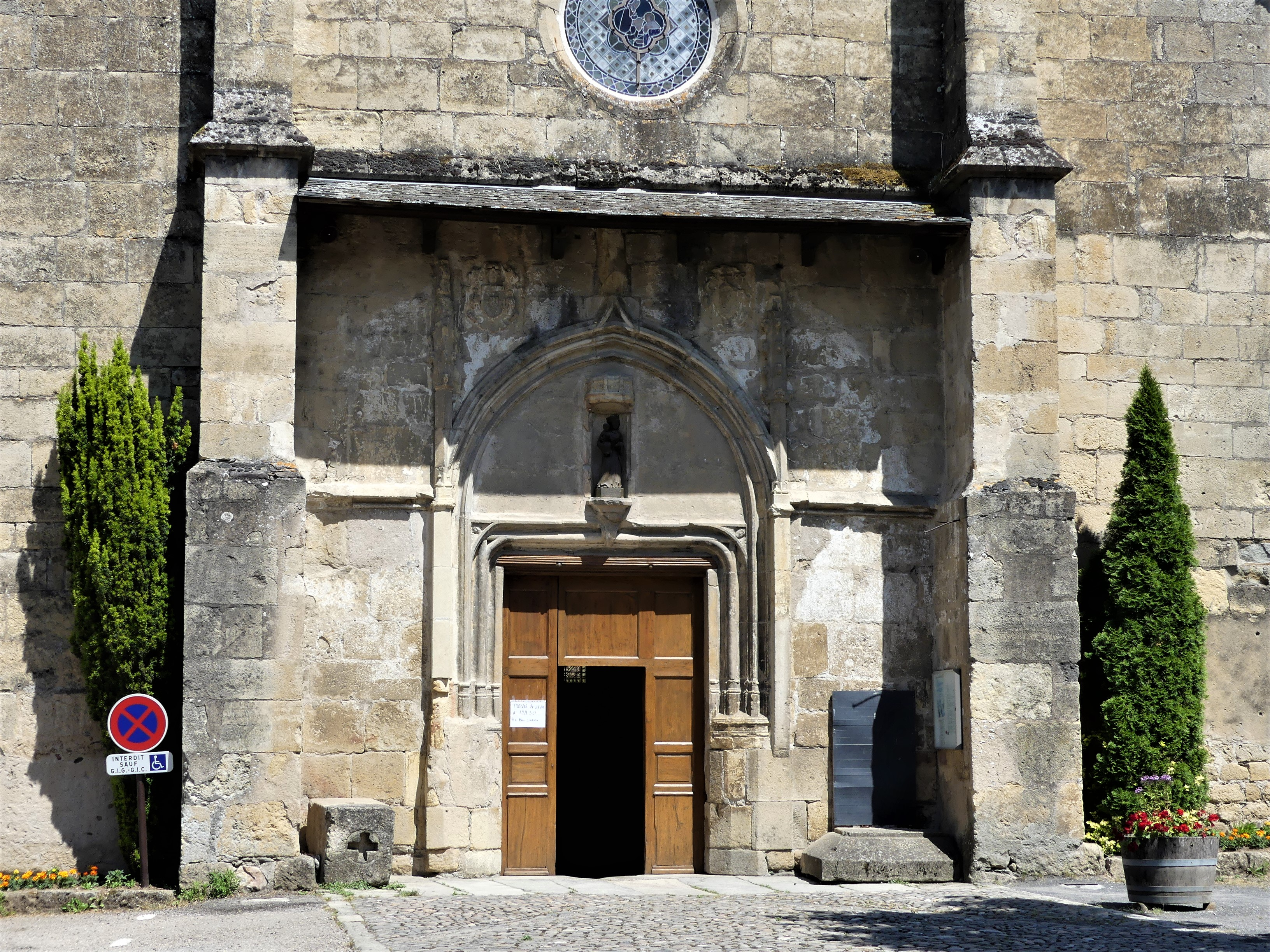
Le portail.
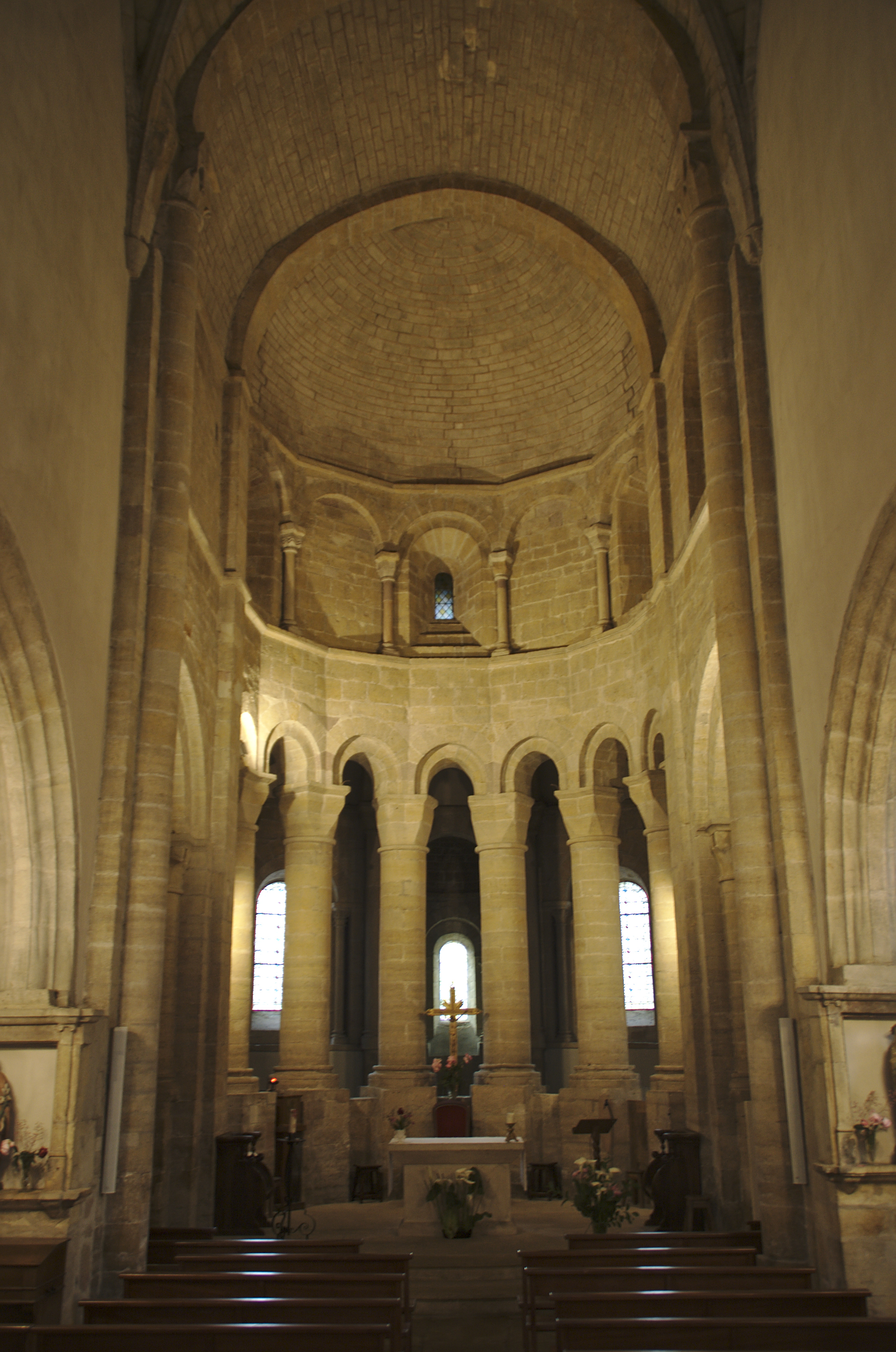
Le chœur.
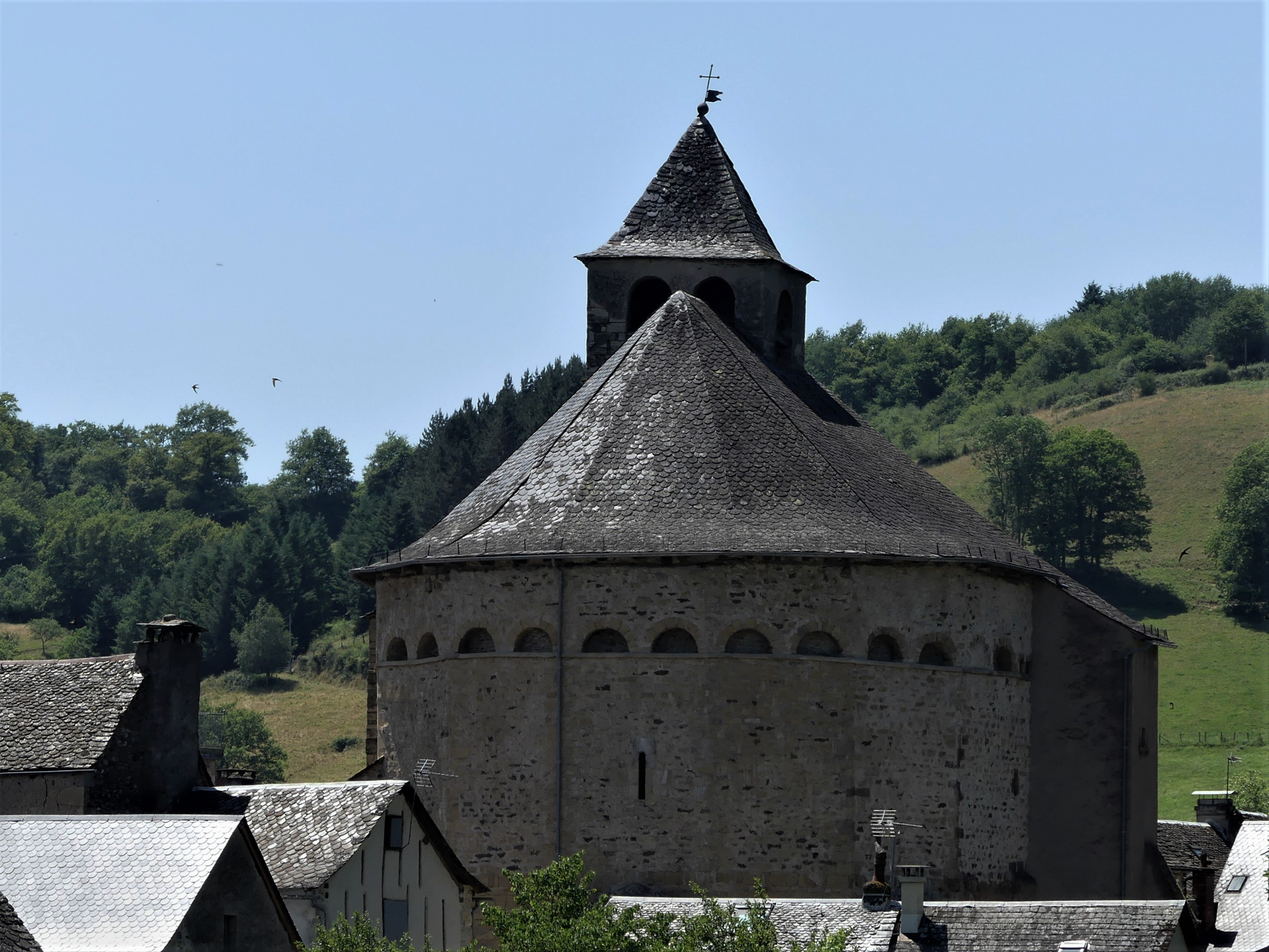
Le chevet.
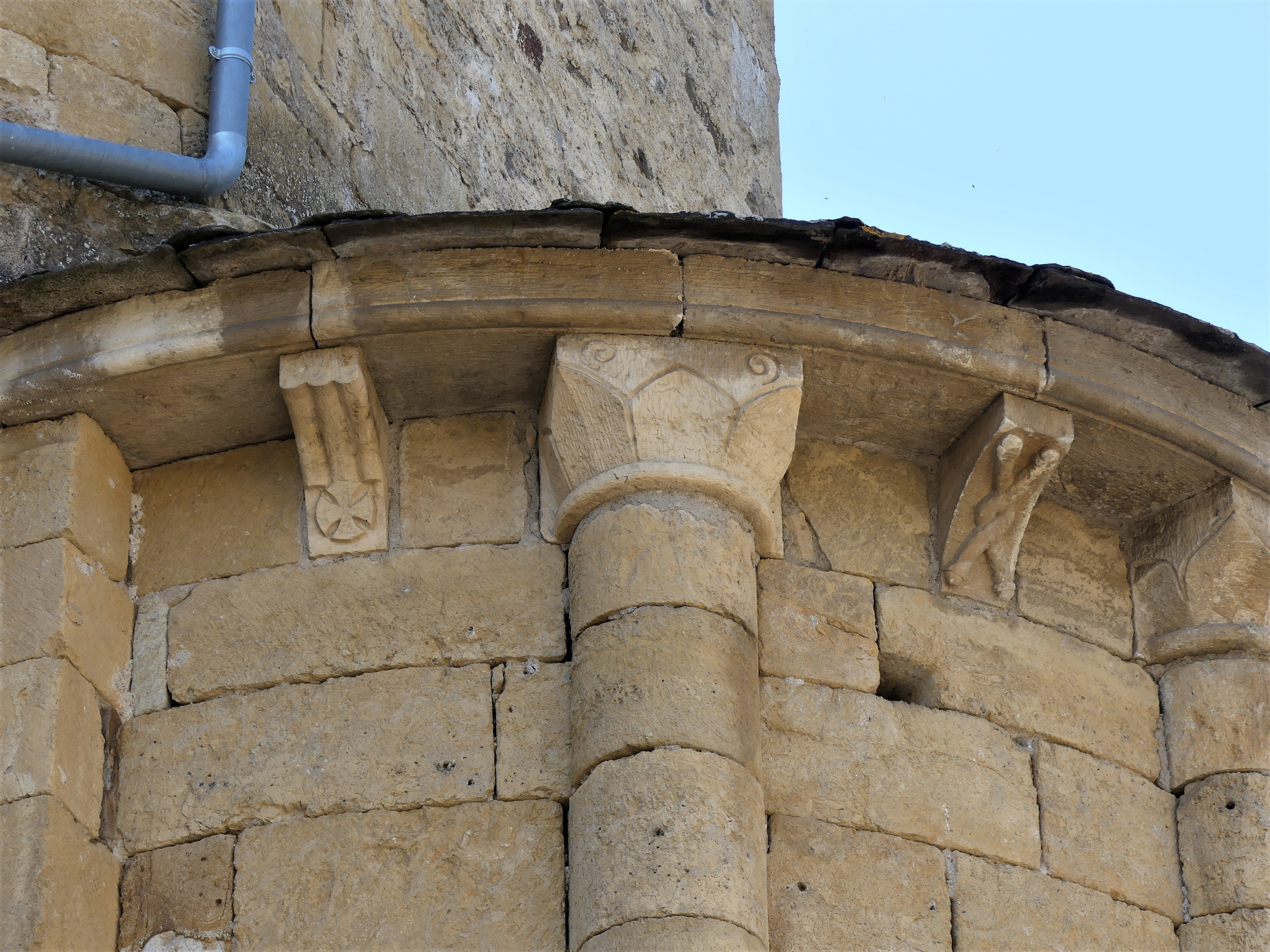
Chapiteau et modillons du chevet.

## Mobilier
Deux objets mobiliers y sont classés au titre des monuments historiques :
- une cloche en bronze datant de 1725, classée en 1944[5] ;
- une croix de procession en argent du XVIIIe ou XIXe siècle, classée en 1990[6].

Parmi les autres objets remarquables, l'église abrite une pierre d'autel du Xe siècle, consacrée vers l'an 920 par l'évêque Deusdedit, une statue polychrome représentant sainte Eulalie et un retable. Elle recèle également deux épines de la Sainte Couronne, qui font l'objet d'une procession chaque année dans le village, le deuxième dimanche de juillet,.

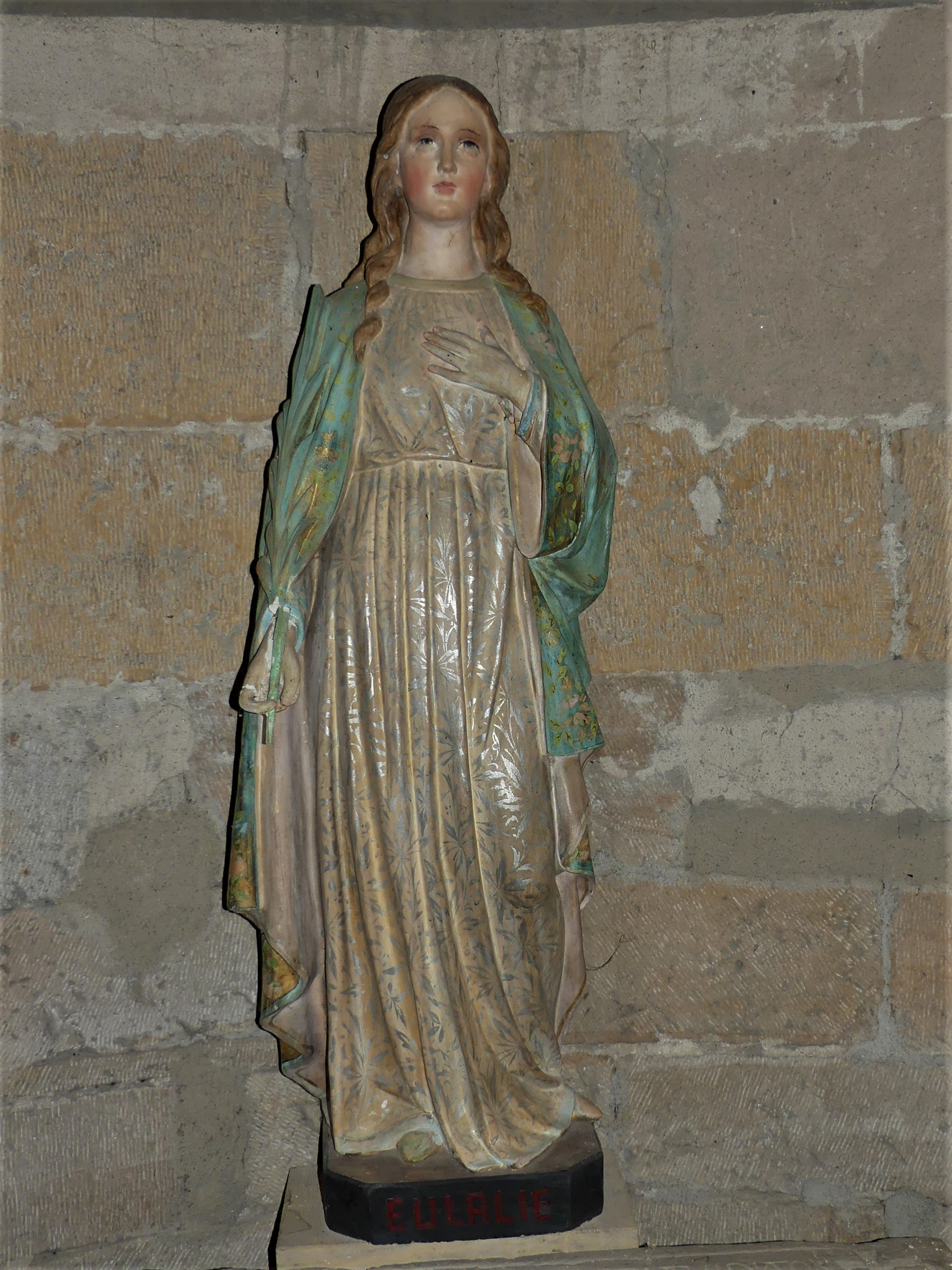
La statue de sainte Eulalie.
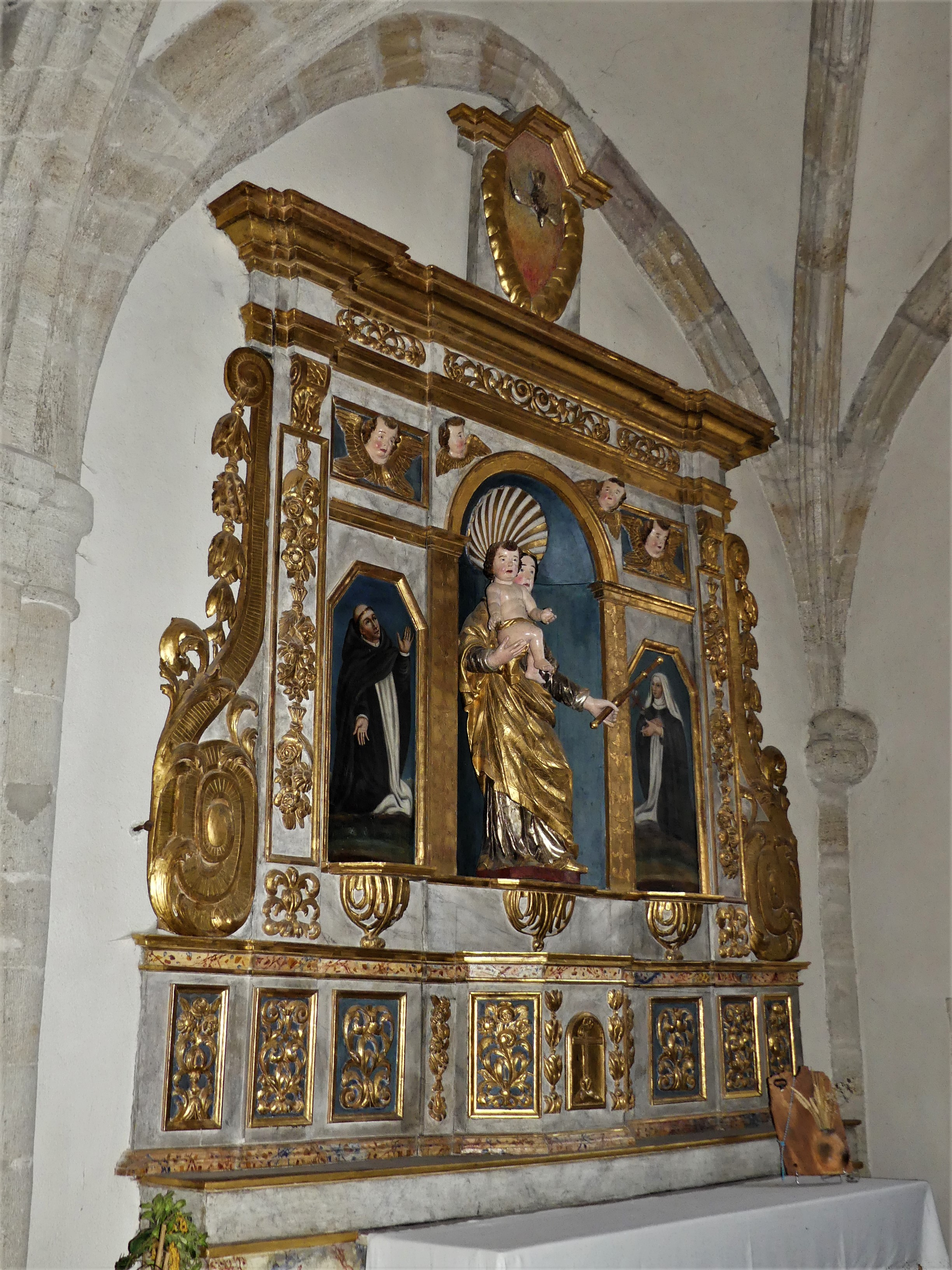
Le retable.
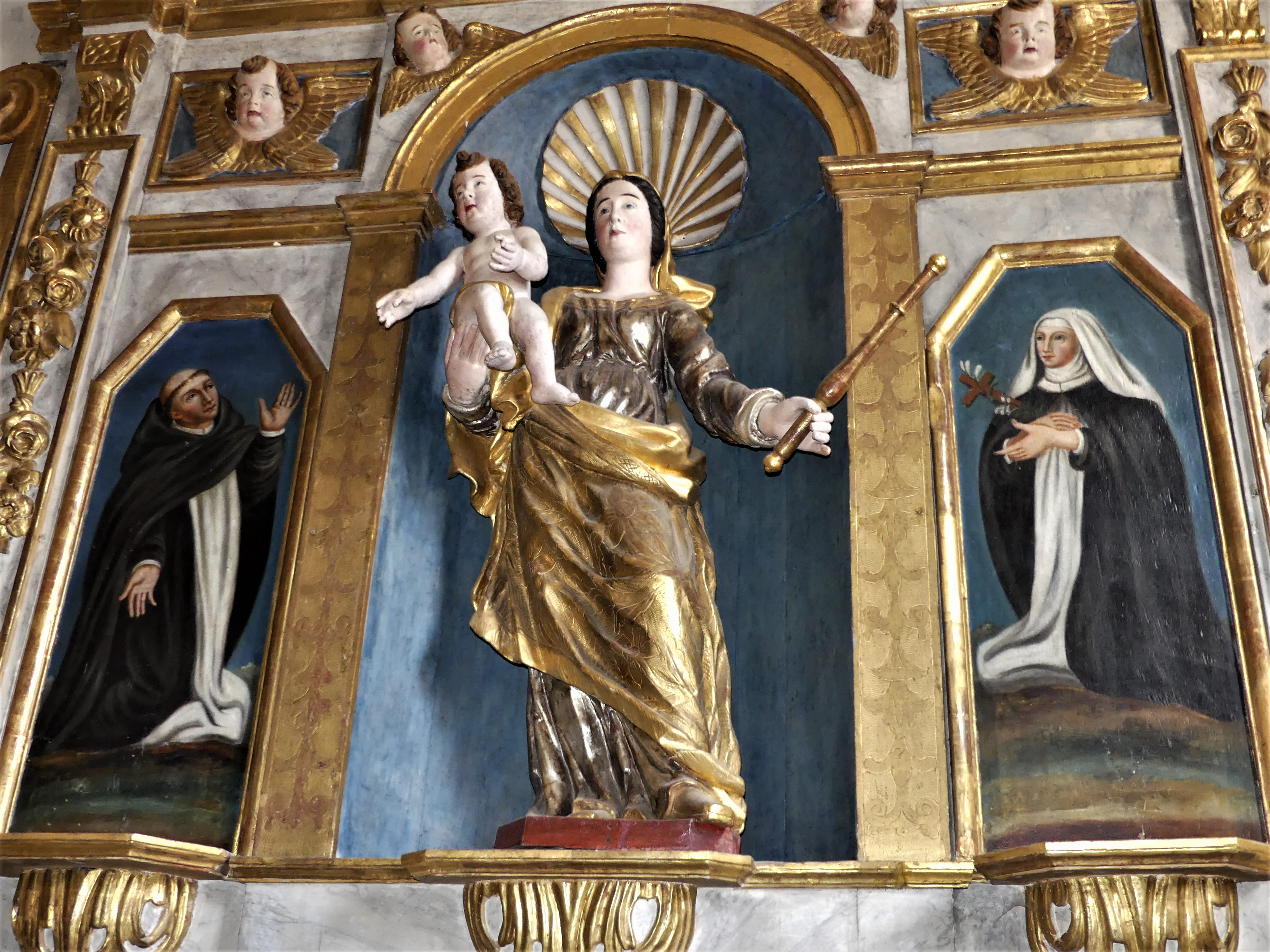
Détail du retable.
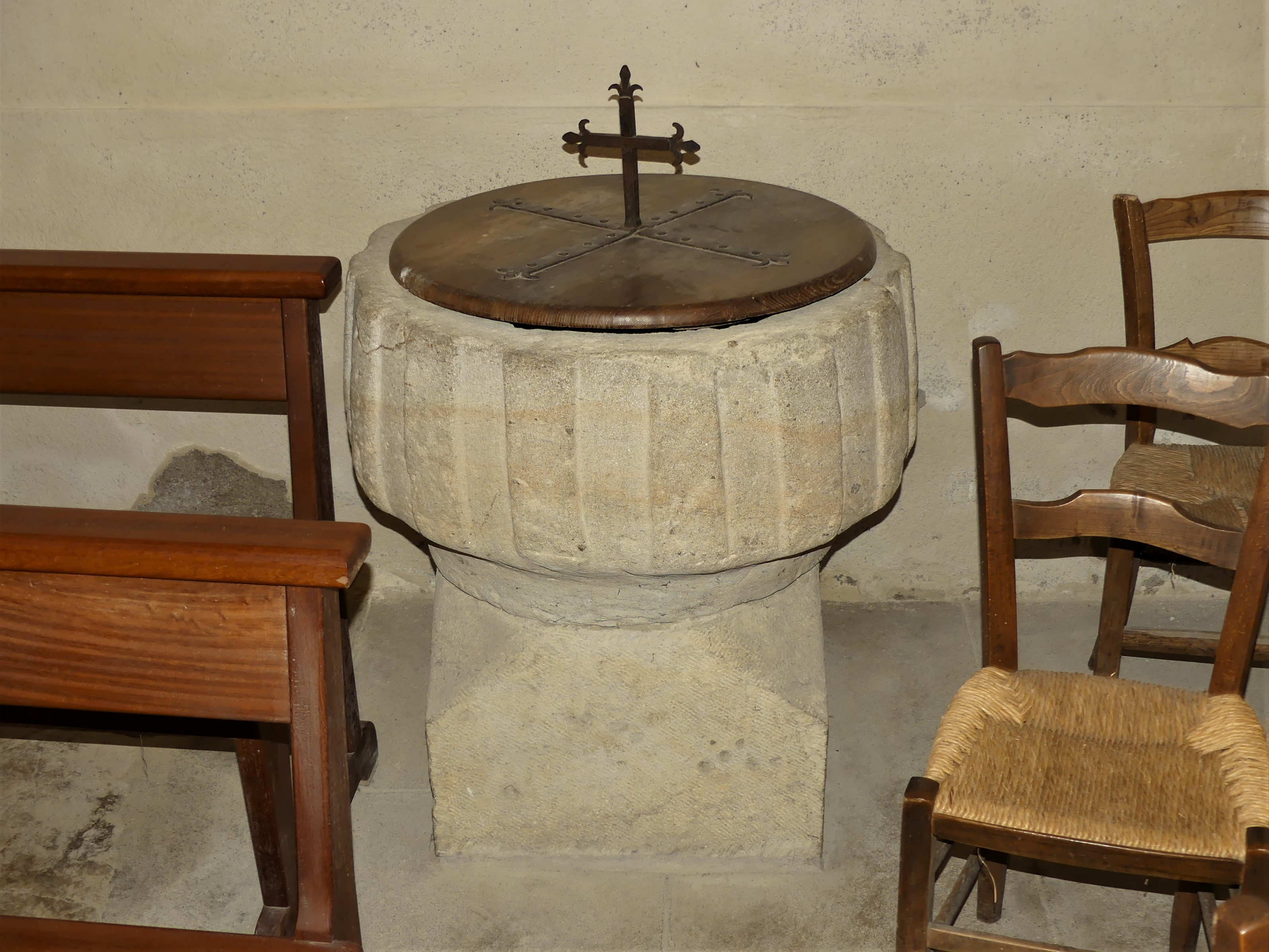
Les fonts baptismaux.